# ماتشانيداس
ماتشانيداس (باليونانية: Μαχανίδας) هو الحاكم المطلق لأسبرطة خلال أواخر القرن الثالث قبل الميلاد.

## وصلات خارجية
- بوسانياس، وصف اليونان (باللغة الإنجليزية)